# Sisó de Hartlaub
El sisó de Hartlaub (Lissotis hartlaubii) és una espècie de gran ocell de la família dels otídids (Otididae) que habita sabanes i praderies d'Àfrica oriental, a l'est del Sudan, Etiòpia i oest de Somàlia, i des del nord-est d'Uganda i sud de Kenya fins al centre de Tanzània.